# 大光寺 (我孫子市)
大光寺（だいこうじ）は、千葉県我孫子市にある真言宗豊山派の寺院。

## 概略と沿革
創建年代は不明であるが、本土寺過去帳によれば、室町時代には既に存在していたことが明らかになっている。しばしば火災に遭っており、創建年などの古い記録は失っている。
男性の厄年霊場として知られており、厄除祈願の男性が多く詣でたという。
墓地には、東京歯科大学創設者である血脇守之助の生家の加藤家、我孫子駅の用地を無償提供した飯泉喜雄の墓がある。

## 交通アクセス
- JR東日本常磐線我孫子駅より徒歩10分。